# Malacologia

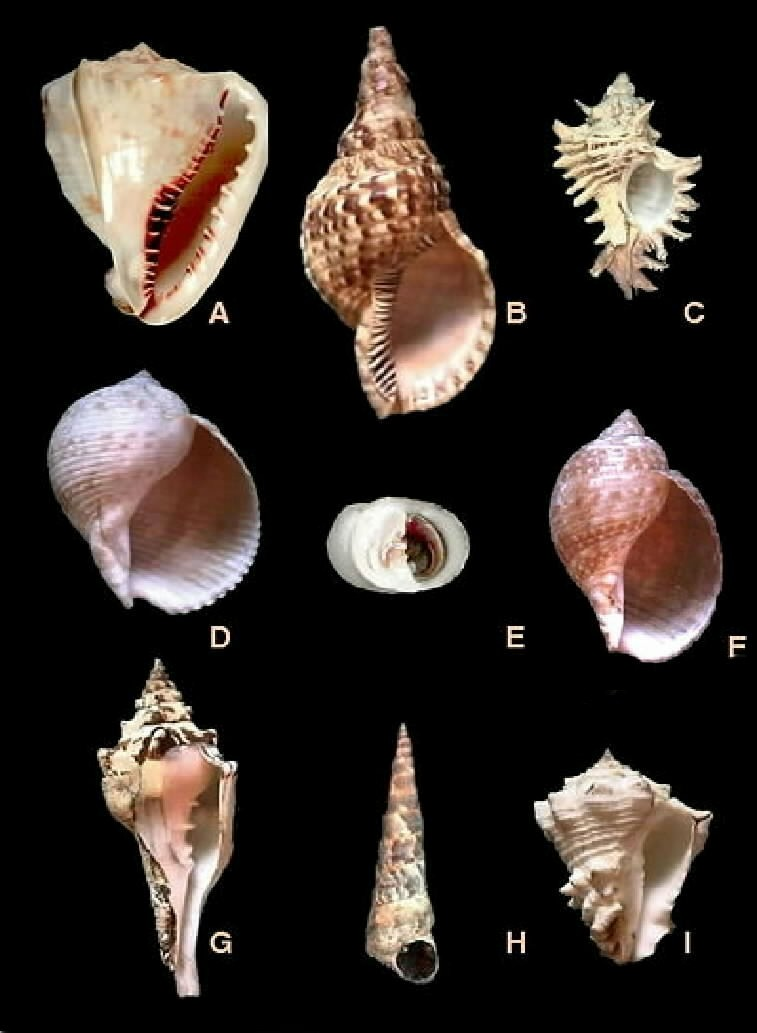
Gastròpodes diversos A. Cassis madagascarensis (Cass, E. Nerita pelotonta (Neritidae), F. Tonna maculosa (Tonnidae), G. Turbinella angulata (Turbinellidae), ididae), B.Charonia variegata (Cymatiidae), C.Chicoreus brevifrons (Muricidae) D.Tonna galea (Tonnidae)H. Turritella variegata (Turritellidae), I. Vasun muricatum (Turbinellidae).

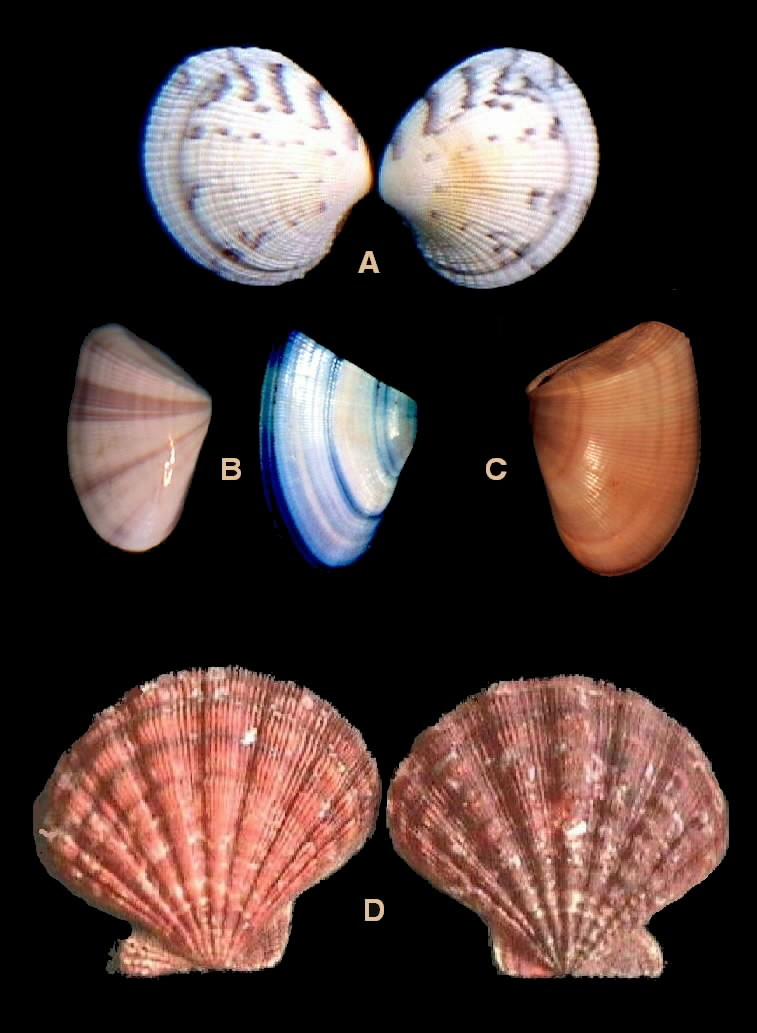
'Bivalves diversos' A. Codakia orbicularis (Lucinidae), B. Donax denticulatus (Donacidae), C. Donax striatus (Donacidae). D. Lyropecten nodosus (Pectinidae).

La malacologia (gr. Μαλακός, "tou" i -λογία, "tractat") és la branca de la zoologia invertebrada que tracta l'estudi dels mol·luscs, el segon fílum més gran d'animals, en termes d'espècies descrites.
Una divisió de la malacologia, la conquiliologia, s'encarrega de l'estudi dels mol·luscs amb closca. Els camps d'investigació de la malacologia inclouen la taxonomia, l'ecologia, i l'evolució. Els coneixements de la malacologia es fan servir en aplicacions mèdiques, veterinàries i agràries, fent servir els mol·luscs com a mediadors de malalties, tals com l'esquistosomosi. En l'arqueologia, la malacologia es fa servir actualment per atendre l'evolució del clima, la biota de l'ària, i l'ús del lloc.

## Utilitats de la malacologia
La malacologia contribueix al coneixement i estudi de la biodiversitat, per mitjà d'inventaris d'exemplars de mol·luscs i l'estudi dels mateixos.
L'estudi dels mol·luscs pot utilitzar-se en estudis d'impacte ambiental, ja que aquests es poden utilitzar com a bioindicadors de les condicions físiques químiques i biològiques del medi i, per tant, permeten la detecció de factors disruptors del seu equilibri.
A l'Arqueomalacología, la malacologia és comunament utilitzada per determinar els canvis en el clima, el paisatge o la història natural d'un lloc, ja que en posseir petxines calcàries la gran majoria dels mol·luscs poden fossilitzar. 
La malacologia també està associada amb l'estudi de diversos fenòmens de simbiosi i parasitisme, ja que molts mariscs i peixos utilitzats per a l'alimentació humana poden ser hostes o vectors d'altres organismes.  Els mol·luscs poden actuar com a hostes intermediaris de patògens humans de malalties com la esquistosomiasi angiostrongiliasis meningoencephalica, o la  paragonimiasis westermani
Alguns mol·luscs (caragols de terra, musclos i cloïsses) també han estat utilitzats a nivell local per la seva qualitat de biointegració permetent així avaluar la contaminació ambiental per metalls pesants.

## Malacòlegs
S'anomenamalacòleg a qui estudia els mol·luscs. Els estudiosos de les petxines es denominen  conquiliòlegs.